# Samuel Adegbenro
Samuel Adeniyi Adegbenro (Osogbo, 3 dicembre 1995) è un calciatore nigeriano, attaccante dell'Egersund.

## Carriera

### Club
Nato ad Osogbo, in Nigeria, cresce calcisticamente prima nel Prime per poi passare nel Kwara Utd. Nel 2014 viene considerato come il giocatore più prezioso e di talento del club dal direttore generale Alhaji Haruna Maigidasanma.
Il 5 febbraio 2015 passa al club norvegese del Viking firmando un contratto quinquennale. L'esordio arriva il 6 aprile successivo in occasione della trasferta persa, per 1-0, contro il Mjøndalen. Il primo gol arriva il 4 maggio in occasione della vittoria casalinga, per 2-1, contro il Molde andando a mettere a segno il momentaneo 1-1. Concluderà la sua prima stagione in Norvegia con un bottino di 28 presenze e 7 reti. Nelle tre stagioni al Viking l'attaccante nigeriano disputa 75 partite andando a segno 17 volte.
Il 15 agosto 2017, il Rosenborg rende noto d'aver tesserato Adegbenro, che si lega al nuovo club con un contratto valido fino al 31 dicembre 2021. L'esordio arriva due giorni più tardi in occasione dei play-off di Europa League contro gli olandesi dell'Ajax dove mette a segno il gol del definitivo 0-1. Tre giorni più tardi avviene anche l'esordio in campionato, in occasione della sconfitta interna contro l'Haugesund. Il primo gol in campionato arriva il 10 settembre nello 0-2 contro lo Strømsgodset. Il 26 novembre vince il suo primo campionato norvegese poiché la sua squadra si piazza al primo posto con 61 punti. In totale, Adegbenro rimane in bianconero per tre anni e mezzo, durante i quali realizza complessivamente 10 reti in 49 partite di campionato.
Nel gennaio 2021, prima dell'inizio della stagione, Adegbenro viene acquistato dagli svedesi dell'IFK Norrköping. Nel corso dell'Allsvenskan 2021 si mette in luce tanto da diventare il capocannoniere del campionato, con 17 reti segnate in 30 presenze.
Nel precampionato 2022, l'allenatore dell'IFK Norrköping Rikard Norling critica pubblicamente l'agente di Adegbenro, accusandolo di aver parlato ai media di offerte provenienti dall'Asia e di influenzare il giocatore al fine di portarlo altrove.
Il 1º marzo 2022, l'IFK Norrköping comunica di aver ceduto Adegbenro ad un club cinese non specificato. Il successivo 15 aprile, il giocatore viene presentato ufficialmente dai cinesi del Beijing Guoan, militanti nella Super League nazionale.
Il 6 agosto 2025 ha firmato un contratto valido fino al termine della stagione con l'Egersund: ha siglato un accordo valido fino al termine della stagione e ha scelto di vestire la maglia numero 19.

## Statistiche

### Presenze e reti nei club
Statistiche aggiornate al 7 agosto 2025.
| Stagione             | Squadra              | Campionato           | Campionato | Campionato | Coppe nazionali | Coppe nazionali | Coppe nazionali | Coppe continentali | Coppe continentali | Coppe continentali | Altre coppe | Altre coppe | Altre coppe | Totale | Totale |
| Stagione             | Squadra              | Comp                 | Pres       | Reti       | Comp            | Pres            | Reti            | Comp               | Pres               | Reti               | Comp        | Pres        | Reti        | Pres   | Reti   |
| -------------------- | -------------------- | -------------------- | ---------- | ---------- | --------------- | --------------- | --------------- | ------------------ | ------------------ | ------------------ | ----------- | ----------- | ----------- | ------ | ------ |
| 2013                 | Kwara Utd            | NPL                  | ?          | ?          | CN              | ?               | ?               | -                  | -                  | -                  | -           | -           | -           | ?      | ?      |
| 2014                 | Kwara Utd            | NPL                  | ?          | ?          | CN              | ?               | ?               | -                  | -                  | -                  | -           | -           | -           | ?      | ?      |
| Totale Kwara United  | Totale Kwara United  | Totale Kwara United  | ?          | ?          |                 | ?               | ?               |                    | -                  | -                  |             | -           | -           | ?      | ?      |
| 2015                 | Viking               | ES                   | 24         | 5          | CN              | 4               | 2               | -                  | -                  | -                  | -           | -           | -           | 28     | 7      |
| 2016                 | Viking               | ES                   | 28         | 3          | CN              | 3               | 1               | -                  | -                  | -                  | -           | -           | -           | 31     | 4      |
| gen.-ago. 2017       | Viking               | ES                   | 15         | 6          | CN              | 1               | 0               | -                  | -                  | -                  | -           | -           | -           | 16     | 6      |
| ago.-dic. 2017       | Rosenborg            | ES                   | 10         | 2          | CN              | 1               | 0               | UCL+UEL            | 0+8                | 0+3                | SN          | 0           | 0           | 19     | 5      |
| 2018                 | Rosenborg            | ES                   | 7          | 3          | CN              | 2               | 0               | UCL+UEL            | 0+4                | 0+1                | SN          | 0           | 0           | 13     | 4      |
| 2019                 | Rosenborg            | ES                   | 20         | 5          | CN              | 2               | 1               | UCL+UEL            | 6+6                | 0+1                | SN          | 0           | 0           | 34     | 7      |
| 2020                 | Rosenborg            | ES                   | 12         | 0          | CN              | 0               | 0               | UEL                | 3                  | 0                  | -           | -           | -           | 15     | 0      |
| Totale Rosenborg     | Totale Rosenborg     | Totale Rosenborg     | 49         | 10         |                 | 5               | 1               |                    | 27                 | 5                  |             | -           | -           | 81     | 16     |
| 2021                 | IFK Norrköping       | A                    | 30         | 17         | CS              | 4               | 2               | -                  | -                  | -                  | -           | -           | -           | 34     | 19     |
| 2022                 | Beijing Guoan        | SL                   | 14         | 3          | CC              | 0               | 0               | -                  | -                  | -                  | -           | -           | -           | 14     | 3      |
| apr.-ago. 2023       | Beijing Guoan        | SL                   | 12         | 1          | CC              | 0               | 0               | -                  | -                  | -                  | -           | -           | -           | 12     | 1      |
| ago.-dic. 2023       | Viking               | ES                   | 11         | 4          | CN              | 0               | 0               | -                  | -                  | -                  | -           | -           | -           | 11     | 4      |
| Totale Viking        | Totale Viking        | Totale Viking        | 78         | 18         |                 | 8               | 3               |                    | -                  | -                  |             | -           | -           | 86     | 21     |
| 2024                 | Beijing Guoan        | SL                   | 15         | 3          | CC              | 3               | 0               | -                  | -                  | -                  | -           | -           | -           | 18     | 3      |
| Totale Beijing Guoan | Totale Beijing Guoan | Totale Beijing Guoan | 41         | 7          |                 | 3               | 0               |                    | -                  | -                  |             | -           | -           | 44     | 7      |
| ago.-dic. 2025       | Egersund             | 1D                   | 0          | 0          | CN              | -               | -               | -                  | -                  | -                  | -           | -           | -           | 0      | 0      |
| Totale carriera      | Totale carriera      | Totale carriera      | 198+       | 52+        |                 | 20+             | 6+              |                    | 27                 | 5                  |             | -           | -           | 245+   | 63+    |

## Palmarès

### Club
- Campionato norvegese: 2

Rosenborg: 2017, 2018
- Supercoppa di Norvegia: 1

Rosenborg: 2018
- Coppa di Norvegia: 1

Rosenborg: 2018

### Individuali
- Capocannoniere della Allsvenskan: 1

2021 (17 gol)